# ヒーローは眠らない
『ヒーローは眠らない』（ヒーローはねむらない）は、毎日放送（MBSテレビ）が深夜の時間帯に編成していたテレビアニメ再放送枠でかつて使われていた呼称。1992年4月7日にスタートして以来、数年間に渡ってこの枠名が使われていた。途中で固有枠名を失ったものの、放送枠自体は長年続いていた。
アニメ評論家の藤津亮太は、この枠をテレビアニメにおける深夜枠開拓の先駆け、後の深夜アニメ放送に繋がったと言う見解を示している。

## 概要
過去の様々なテレビアニメを再放送していた枠で、1960年代から1980年代までの作品を中心に放送していた。
下記の放送作品一覧にある通り、同枠放送作品はフジテレビ系列のものや腸捻転時代に毎日放送が属していたNET（現・テレビ朝日）系列のものが大半を占めており、むしろ後のネットチェンジで毎日放送が属したTBS系列の作品の方が少ない。TBS系アニメには本放送時にはTBS系列に属していた朝日放送で放送された作品も含まれ、さらにはネットチェンジ後の朝日放送で放送されたNET→テレビ朝日系列アニメ（朝日放送・名古屋テレビ制作分を含む）や日本テレビ系列アニメ（読売テレビ制作分を含む）もあった。
当初は放送作品のタイトルを取って『〜大会』と題した独自のクレジットを流していたが、これは放送枠の縮小とともに廃止された。
編成曜日も一定ではなく、火曜深夜（1990年代） → 木曜深夜（2002年4月まで） → 水曜深夜（2002年7月から2008年9月まで） → 月曜深夜（2008年10月から2009年6月まで）→水曜深夜（2009年11月から2010年6月）→木曜深夜（2010年7月）と移動を繰り返したり、休止期間も多かった。2010年7月23日に『あしたのジョー2』の最終回を放送した後、MBSにおけるテレビアニメ再放送枠自体が休止状態となっている（ただし準新作の再放送を「アニメシャワー」枠などで行なう事はある）。
MBSには1996年から1998年頃にかけて同様の特撮作品再放送枠「特撮ヒーロー列伝」が存在し、こちらでは『ジャイアントロボ』、『悪魔くん』、『河童の三平 妖怪大作戦』、『仮面ライダー』が放送された。

## 放送作品一覧
| 作品名                       | 製作局                  | 本放送時の関西地区（在阪局制作は関東地区、在名局制作は関東・関西地区）ネット局 |
| ---------------------------- | ----------------------- | ------------------------------------------------------------------------------ |
| エースをねらえ!              | 毎日放送（当時NET系列） | NET（現：テレビ朝日）                                                          |
| バビル2世                    | NET                     | 毎日放送（当時NET系列）                                                        |
| 新造人間キャシャーン         | フジテレビ              | 関西テレビ                                                                     |
| デビルマン                   | NET                     | 毎日放送（当時NET系列）                                                        |
| エイトマン                   | TBS                     | 朝日放送（当時TBS系列）                                                        |
| キューティーハニー           | NET                     | 毎日放送（当時NET系列）                                                        |
| 黄金バット                   | 読売テレビ              | 日本テレビ                                                                     |
| 妖怪人間ベム                 | フジテレビ              | 関西テレビ                                                                     |
| ドロロンえん魔くん           | フジテレビ              | 関西テレビ                                                                     |
| 忍風カムイ外伝               | フジテレビ              | 関西テレビ                                                                     |
| サスケ                       | TBS                     | 朝日放送（当時TBS系列）                                                        |
| 機動戦士ガンダム             | 名古屋テレビ            | テレビ朝日・朝日放送                                                           |
| 侍ジャイアンツ               | 読売テレビ              | 日本テレビ                                                                     |
| 科学忍者隊ガッチャマン       | フジテレビ              | 関西テレビ                                                                     |
| 科学忍者隊ガッチャマンII     | フジテレビ              | 関西テレビ                                                                     |
| あしたのジョー               | フジテレビ              | 関西テレビ                                                                     |
| あしたのジョー2              | 日本テレビ              | 読売テレビ                                                                     |
| マジンガーZ                  | フジテレビ              | 関西テレビ                                                                     |
| 宇宙海賊キャプテンハーロック | テレビ朝日              | 朝日放送                                                                       |
| スペースコブラ               | フジテレビ              | 関西テレビ                                                                     |
| サイボーグ009                | NET → テレビ朝日        | 毎日放送（当時NET系列・1968年版） → 朝日放送（1979年版）                       |
| タッチ                       | フジテレビ              | 関西テレビ                                                                     |
| うる星やつら                 | フジテレビ              | 関西テレビ                                                                     |
| ブラック・ジャック           |                         |                                                                                |
| ドカベン                     | フジテレビ              | 関西テレビ                                                                     |
| 巨人の星特別篇 猛虎花形満    | WOWOW                   |                                                                                |
| 宇宙戦艦ヤマト               | 読売テレビ              | 日本テレビ                                                                     |
| 一球さん                     | フジテレビ              | 関西テレビ                                                                     |
| あした天気になあれ           | フジテレビ              | 関西テレビ                                                                     |
| キャプテン翼J                | フジテレビ              | 関西テレビ（途中打ち切りのため後半は未放送）                                   |
| 海のトリトン                 | 朝日放送（当時TBS系列） | TBS                                                                            |
| マクロス7                    | 毎日放送                | TBS                                                                            |
| 銀河鉄道999                  | フジテレビ              | 関西テレビ                                                                     |
| あしたのジョー2              | 日本テレビ              | 読売テレビ                                                                     |